# 음력 3월 17일
음력 3월 17일은 음력 3월의 17번째 날이다.

## 사건
- 1990년 - KBS 사태(KBS 4월 투쟁)가 일어나다.
- 2006년 - 일본이 한국의 배타적 경제 수역(EEZ)이 포함된 동해 해역을 대상으로 수로 조사를 실시한다고 국제수로기구(IHO)에 통보하여 분쟁이 일었으나 21일 극적으로 협상이 타결되다.
- 2014년 - 대한민국 전라남도 진도군에서 여객선 세월호가 침몰하는 사고가 일어나다.

## 문화
- 1996년 - 경기도 고양시 일산 호수공원 개장.
- 2013년 - 용인경전철 개통. (기흥 ~ 전대·에버랜드 구간)

## 탄생
- 1867년 - 일제강점기의 독립운동가 이회영.
- 1961년 - 대한민국의 사회운동가 박래군.
- 1977년 - 대한민국의 래퍼 김형준.
- 1995년 - 대한민국의 가수 강승식 (빅톤).
- 1998년 - 대한민국의 래퍼 TAG (골든차일드).

## 같이 보기
- 음력 360일: 1월 2월 3월 4월 5월 6월 7월 8월 9월 10월 11월 12월
- 전날:3월 16일 다음날:3월 18일 - 전달:2월 17일 다음달:4월 17일
- 양력:3월 17일
- 음력, 윤달